# Liste de minéraux (lettre H)
Pour un article plus général, voir Liste de minéraux
- Häggite
- Haidingérite
- Hakite
- Håleniusite-(La)
- Halite NaCl
- Halloysite Al2Si2O5(OH)4
- Halotrichite
- Hambergite
- Hanksite
- Hapkéite
- Hardystonite
- Harmotome
- Hastingsite amphibole, couleur jaune, vert-brun, vert sombre à noir. Découvert à Hasting, Ontario (Canada).
- Haüyne  Na4Ca2Al6Si6O22S2(SO4)
- Hawleyite CdS cubique
- Heazlewoodite, utilisation comme minerai de nickel.
- Hectorite
- Heinrichite
- Héliophyllite Pb6As2O7Cl4
- Hématite Fe2O3
- Hématoconite (calcite)
- Hémimorphite Zn4Si2O7(OH)2 • H2O
- Hendricksite
- Herdérite
- Hessite
- Hétérogénite
- Hétérosite  FeIIIPO4
- Heulandite, nom générique de cinq espèces
- Hexaferrum
- Hexagonite variété de trémolite
- Hexahydrite MgSO4 • 6 H2O
- Hexamolybdène
- Heyrovkýite
- Hiärneite
- Hildalgoïte
- Hilgardite
- Høgtuvaïte
- Hollandite  Ba(Mn4+6Mn3+2)O16
- Hollingworthite, minéral de couleur grise. Découverte en 1965 à Burgersfort, Bushwell (Afrique du Sud).
- Hopeite Zn3(PO4)2 • 4 H2O
- Hornblende Nom générique qui recouvre plusieurs espèces
- Hörnesite
- Horváthite-(Y)
- Hotsonite
- Hsianghualite
- Hubéite
- Hübnérite MnIIWO4
- Hügelite
- Huntite
- Hureaulite MnII5(PO3OH)2(PO4)2 • 4 H2O
- Hutchinsonite (PbTl)2As5S9
- Hyalophane
- Hydroboracite
- Hydrogrossulaire
- Hydromagnésite
- Hydroxylbastnäsite-(Ce)
- Hydroxylbastnäsite-(La)
- Hydroxylbastnäsite-(Nd)
- Hydrozincite, azurite-rosasite, carbonate, couleur blanc à gris. Utilisation comme minerai de zinc. Découverte en 1853 à Bleiberg, Carinthie (Autriche).
- Hyttsjöite